# Orussoidea
Orussoidea (лат.) — реликтовое надсемейство перепончатокрылых насекомых, единственное паразитическое в подотряде сидячебрюхие (Symphyta). Около 100 видов.

## Описание
Современные представители известны как паразиты древогрызущих насекомых (Coleoptera и Hymenoptera). Длина тела около 1 см (ископаемые формы очень мелкие, у Burmorussus размер 2,5 мм). Усики у современных форм состоят из 10 (у самок) или 11 (у самцов) члеников. Жилкование крыльев редуцировано: ячейки 1а нет, 3r-m и 2m-cu не развиты, сохранены следы 1r-rs. Брюшко сидячее как у пилильщиков: первый тергит широкий, цельный. Яйцеклад тонкий, игловидный.

## Распространение
Встречаются повсеместно. В Палеарктике отмечено 5 родов и около 20 видов. Фауна России включает 2 рода и 4 вида.

## Систематика
Филогенетический анализ морфологических и молекулярных признаков надсемейств перепончатокрылых показал (Sharkey et al., 2012), что Orussoidea это сестринская группа к подотряду Apocrita.
Древняя группа, известная с мезозойской эры (подняя юра).

### Классификация
Около 100 видов, включая два десятка ископаемых форм. Ранее в Orussoidea включали † Sinoryssidae (род Sinoryssus Hong, 1984), который признан синонимом таксона †Cleistogastrinae Rasnitsyn, 1975 из семейства Megalyridae. В 2020 году в состав надсемейства Orussoidea было включено ископаемое семейство † Karatavitidae.
- Orussoidea (включая † Karatavitoidea)
  - Orussidae Newman, 1834 — 16 родов и более 80 видов (†2 и †3)[5]
  - † Burmorussidae Zhang, Kopylov, Rasnitsyn, Zheng & Zhang, 2020 — 1 вид (Burmorussus mirabilis)
  - † Karatavitidae Rasnitsyn, 1963 (†5 родов и †6 видов)[5] (в 2020 году перенесено в Orussoidea)[7]
  - † Paroryssidae Martynov, 1925 (†4 и †10: Microryssus Rasnitsyn, 1968, Paroryssus Martynov, 1925, Praeoryssus Rasnitsyn, 1968)

## Красная книга
- Orussus abietinus включён в Красную книгу России[8]